# Petrus Mosellanus
Petrus Mosellanus, nato Peter Schade (Bruttig, 1493 – Lipsia, 19 aprile 1524), è stato un umanista, filologo, teologo cattolico tedesco.

## Biografia
Mosellanus studiò all'Università di Colonia nella facoltà di teologia strettamente tomistica  detta Bursa Montana, fondata dal teologo Heinrich von Gorkum. A soli 23 anni Mosellanus è chiamato come professore di lingua greca all'Università di Lipsia, fra i suoi allievi vi furono Julius von Pflug e Georg Agricola.
Nel 1519 Mosellanus tenne il discorso di apertura in lingua latina per la cosiddetta Disputa di Lipsia fra Martin Lutero, Johannes Eck e Andreas Bodenstein, detto Karlstadt (o Carlostadio). In quest'occasione il suo tentativo di mediare fra riformati e cattolici fallì.
Dal 1520, fino alla sua morte nel 1524, Mosellanus fu rettore dell'Università di Lipsia, città in cui ricevette, pochi giorni prima di morire, la visita di Filippo Melantone e di Joachim Camerarius il Vecchio e città in cui si trova - precisamente nella chiesa di San Nicola - la sua tomba.

## Bibliografia

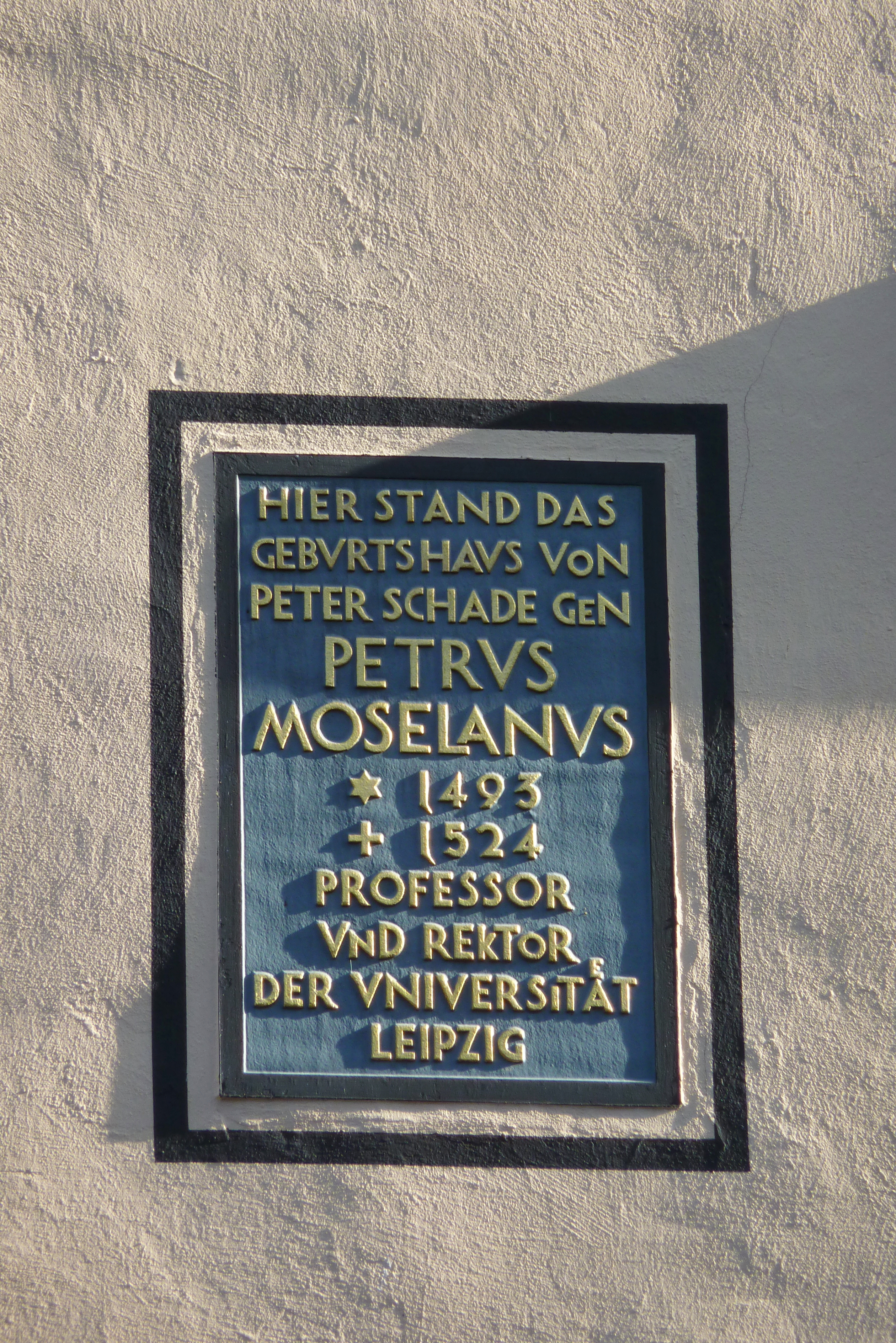
Targa dedicata a Petrus Mosellanus a Bruttig-Fankel